# Нестеров, Михаил Васильевич (государственный деятель)
Михаил Васильевич Нестеров (25 июля 1892, Владимир — 11 марта 1971, Москва) — советский государственный и хозяйственный деятель. Председатель Президиума Всесоюзной Торговой палаты

## Биография
Родился 25 июля 1892 года в г. Владимире. Окончил торговую школу в Москве, потом работал конторщиком на Прохоровской мануфактуре (впоследствии фабрика «Трехгорная мануфактура»), потом экстерном сдал экзамены за полный курс Коммерческого института и получил диплом экономиста.
Участвовал в революционном движении, за что в 1916 г. был арестован и заключен в тюрьму.
В период Гражданской войны был уполномоченный ВСНХ РСФСР по организации совнархозов в Донской области.
В 1920 г. — председатель Киргизского Промбюро ВСНХ и член Киргизского ЦИК.
В последующие годы находился на руководящей работе в топливной и текстильной промышленности, а затем во Внешторге.
В 1930—1939 гг. — член правления Англо-русского кооперативного общества (АКРОС) в Англии, заместитель торгового представителя СССР в Норвегии и уполномоченный Наркомвнешторга СССР в Голландии.
В годы Великой Отечественной войны был на политической работе в войсках.
В 1944 г. избран председателем президиума Всесоюзной торговой палаты. На этом посту трудился до 1970 года.
Награждён четырьмя орденами и многими медалями.
Умер в 1971 году.